# Rosario (Tänzerin)

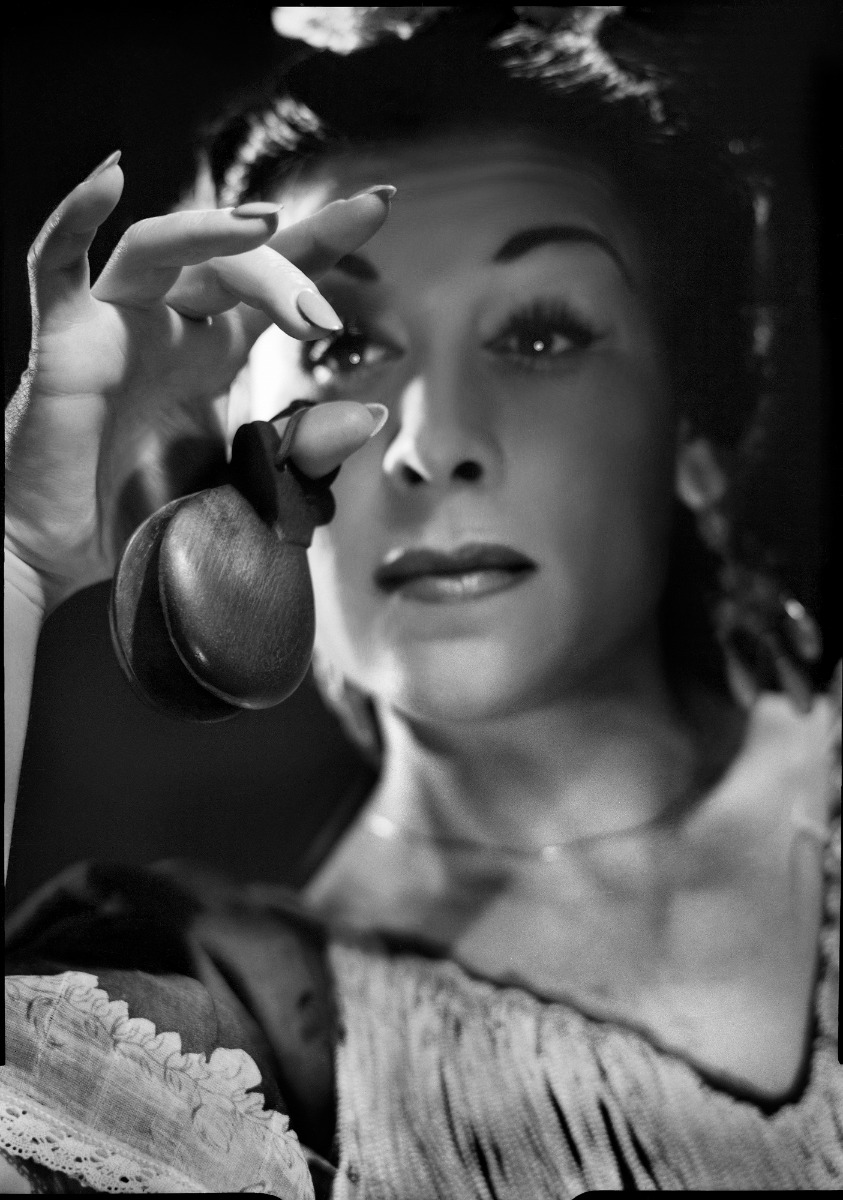
Rosario im Jahr 1942, Foto von Annemarie Heinrich.

Rosario, eigentlich Florencia Pérez Padilla (* 11. November 1918 in Sevilla; † 24. Januar 2000 in Madrid), war eine spanische Flamencotänzerin und -choreografin. Sie und Antonio Ruiz Soler wurden als Tanzpaar Rosario y Antonio bekannt.

## Kindheit
Bereits als Kind beeindruckte sie im Familien- und Freundeskreis mit ihrem Tanz. Im Alter von 9 Jahren begegnete sie in einer Tanzschule dem drei Jahre jüngeren Antonio Ruiz Soler und begann mit ihm gemeinsam zu tanzen. Es war der Beginn einer glanzvollen internationalen Karriere eines Tanzpaares. Den ersten öffentliche Auftritt hatte Florencia mit elf Jahren und mit Antonio. Zunächst trat das hochbegabte Tanzpaar als „Los petits Sevillanos“ und etwas später als „Los chavalillos sevillanos“ auf.

## Rosario und Antonio
Durch Bühnenauftritte in Sevilla wurden die beiden rasch stadtbekannt. Es folgten regionale und überregionale Auftritte in Spanien und im europäischen Ausland, und die Aufnahme in renommierte Tanzkompanien. Als 1936 der spanische Bürgerkrieg ausbrach, nutzten die beiden Jugendlichen, begleitet von Rosarios Mutter, eine Frankreich-Tournee zur Flucht. Über Marseille gelangten sie nach Südamerika, wo sie sich zunächst in Buenos Aires und dann auf einer Tournee in den großen Städten Lateinamerikas einen Namen machten. 1940 folgten sie einem Engagement in New York. Durch weitere Auftritte in New York und anderen Städten der Vereinigten Staaten sowie durch mehrere Hollywood-Filmproduktionen erreichten sie Weltruhm. 1949 kehrten sie nach Spanien zurück. Es folgten gefeierte Auftritte in Spanien, Europa, Nordafrika und Israel.
Für ihre Tanzkunst wurden sie zweimal mit der Goldmedaille des Círculo de Bellas Artes ausgezeichnet.
Ende 1952 beendeten Rosario und Antonio ihre Tanzpartnerschaft aufgrund künstlerischer Differenzen und persönlicher Zerwürfnisse. Für eine ausführliche Schilderung ihrer gemeinsamen Karriere siehe

## Ehe mit Silvio Masciarelli
1939, während der Zeit mit Antonio und während eines Engagements in Mexiko, heiratete Rosario Silvio Masciarelli, der die Kompanie als Pianist begleitete. Ein Jahr später wurde der gemeinsame Sohn Rafael geboren. Die Ehe wurde geschieden, bevor Rosario und Antonio Anfang 1949 wieder nach Spanien zurückkehrten. Rosario arbeitete jedoch weiter mit Silvio Masciarelli zusammen, den sie als exzellenten Pianisten schätzte. Aus der Ehe ihres Sohnes Rafael ging ein Enkelsohn hervor.

## Danzas de España
Nach der Trennung von Antonio gründete sie ihre eigene Kompanie. Sie bestand aus ein bis zwei Solotänzerinnen und -Tänzern, 6 Tanzpaaren, zwei Gitarristen und einem Sänger, für einige Stücke ergänzt um zwei Pianisten. Ihre Partner in Nachfolge von Antonio waren der Mexikaner Roberto Iglesias, gefolgt von Juan Alba, Juan Morilla, Juan Quintero, Alberto Portillo, El Camborio, Pepe Ríos und Miguel Sandoval. Die Truppe debütierte im April 1953 im Barceloner Teatro Calderón. Es folgten Auftritte in Madrid und Sevilla, enthusiastisch gefeiert vom Publikum und der Presse:

«Es Rosario una auténtica, una gran bailaora, de fuste, castiza, de estampe cortijera, con mucho nervio y mucha sal, que hoy continúa en nuestras danzas la vieja tradición de nuestras grandes figuras flamencas. (…) Acompaña a su gran experiencia sobre las tablas, un gusto exquisito y un elogiable talento de coreógrafa.»

„Rosario ist eine authentische, eine große Tänzerin, von echtem Format, von edler Prägung, mit viel Nerv und Lebendigkeit, die heute in unseren Tänzen die alte Tradition unserer großen Formen des Flamencos fortführt. (…) Mit ihrer großen Bühnenerfahrung geht ein erlesener Geschmack und ein höchst löbliches Talent als Choreografin einher.“

Anschließend ging sie mit ihrer Truppe in Spanien auf Tournee. Im Oktober 1953 präsentierten sie sich im Pariser Théâtre des Champs-Élysées. In den folgenden neun Jahren traten sie praktisch ununterbrochen auf, auf Tourneen in Spanien, Europa, Lateinamerika, in Nordafrika und im mittleren Osten. Einige Stücke aus ihrer Zeit mit Antonio hatte sie ins Repertoire übernommen, beispielsweise die Malagueña und Asturias von Isaac Albéniz und Danza de la gitana von Ernesto Halffter Escriche.
Eigene Schöpfungen bereicherten ihr Repertoire. Herausragende eigene Choreografien schuf sie zu:
- Diablo en la playa, eine Abwandlung von Sanlúcar de Barrameda von Joaquín Turina;
- Ritmo, gracia y sentimiento von Manuel Infante;
- Almería von Isaac Albéniz;
- Sortilegio de la luna, eine eigens für sie geschaffene Ballettkomposition von Matilde Salvador und Vicente Asencio, die sie 1955 beim Festival von Granada in den Gärten des Generalife präsentierte;
- Sonatina von Ernesto Halffter Escriche.

1958 trat sie mit ihrer Kompanie bei der Weltausstellung in Brüssel auf.
Zu Beginn der 1960er Jahre wandelte sich der Publikumsgeschmack. Die Kompanie geriet in wirtschaftliche Schwierigkeiten; schließlich musste Rosario sie auflösen. Am 5. November 1961 fand in Neapel die letzte Vorstellung statt. Danach tanzte Rosario einige Monate in den angesehenen Madrilener Tablaos Corral de la Morería und El Café de Chinitas.

## Auftritte bis 1971
Von Geldnot geplagt suchte sie 1962 erneut die Verbindung mit Antonio. Dieser sah über den Streit der Vergangenheit hinweg und engagierte sie als Gaststar. Im Oktober 1962 tanzten sie in seiner Show im Teatro Zarzuela in Madrid die drei Nummern, mit denen sie früher das Publikum am meisten beeindruckt hatten: Viva Navarra von Joaquín Larregla, Triana von Isaac Albéniz und Zorongo gitano nach Federico García Lorca. Unter dem frenetischen Applaus des Publikums mussten sie den Zorongo dreimal wiederholen.
Diese Zusammenarbeit währte jedoch nur zwei Monate, weil die beiden erneut miteinander in Streit gerieten. Von 1964 bis 1968 trat Rosario dann wiederholt und sporadisch bei Antonios Shows auf, immer in der Rolle als eingeladener Gaststar. Gemeinsame Auftritte fanden in New York, London, Moskau und Lateinamerika statt, bis Antonio 1968 seine Kompanie auflöste.
Unabhängig von Antonio hatte sie eigene Engagements in Tablaos und bei den großen Flamenco-Festivals. So trat sie häufig im Tablao El Duende ihrer Freundin Pastora Imperio auf. Von den Festival-Auftritten ist derjenige im Februar 1964 in Barcelona besonders erwähnenswert. Sie brillierte dort mit Alegrías, tanzte zu Asturias von Isaac Albéniz und im Paartanz mit Alberto Portillo zu El amor brujo und La vida breve von Manuel de Falla.

## Die späten Jahre
1971 gründete Rosario gemeinsam mit Gloria Librán und Victoria Alcalá eine Tanzakademie. Sie unterrichteten spanischen Tanz und klassisches Ballett. 1978 gab sie diese Akademie wieder auf, unterrichtete jedoch weiterhin Tanz in ihrem kleinen Studio in Madrid. Zu ihren Schülerinnen zählen die Infantinnen Elena und Cristina von Spanien.
Bei seltenen Gelegenheiten trat sie auch noch selbst auf der Bühne auf, beispielsweise 1974 zu einer Hommage an Vicente Escudero in Teatro Monumental von Madrid und 1989 in einer Manuel de Falla gewidmeten Vorstellung Teatro Calderón in Barcelona. Zudem hatte sie Gastauftritte beim Ballet Nacional de España.
1995 wurde sie für ihr Lebenswerk erneut mit der Goldmedaille des Círculo de Bellas Artes ausgezeichnet.
Ihre letzten Lebensjahre verbrachte sie in einem Altersheim, geplagt von chronischen Atembeschwerden. Dort starb sie am 24. Januar 2000 im Alter von 81 Jahren.

## Rezeption und künstlerische Würdigung
In der öffentlichen Wahrnehmung erschien Rosario meist als „legendäre Partnerin von Antonio“.
Wenn sie auch mit ihm gemeinsam ihre größten Erfolge feierte, wird diese Charakterisierung ihrem tänzerischen Können, ihrer Ausdruckskraft und ihrer Kreativität nicht gerecht. Als Tänzerin beherrschte sie eine extreme Bandbreite an Genres: den Volkstanz, den klassischen sinfonischen Tanz, den Bolero und speziell den Flamenco. Als Choreografin bereicherte sie den Fundus des Flamenco mit ihrer eigenen Fassung des Taranto. Herausragend waren auch ihre Interpretationen der Alegrías und der Tanguillos und ihre bemerkenswerten Aufführungen der Seguiriya und der Caña.
Sie verfügte über große Musikalität und eine dem Flamenco angemessene raue Stimme. Bisweilen begleitete sie ihren eigenen Tanz mit Gesangszitaten der Verse, besonders wenn es sich um Gedichte von Federico García Lorca handelte. Ihre Arm- und Handbewegungen waren grazil und äußerst präzise, und nicht zuletzt beherrschte sie die Kastagnetten virtuos.

«Rosario estaba en posesión de todos los resortes de la danza, dominaba el compás, tenía en su cabeza mil pasos diferentes que llenaban de riqueza todas sus coreografías. Luego, las adornaba con ese estilo tan suyo de trazos ondulados. No había aristas en el baile de Rosario, era toda armonía.»

„Rosario hatte alle Elemente des Tanzes im Griff, beherrschte den Rhythmus, verfügte in ihrem Kopf über ein Repertoire von tausend Schritten, die all ihre Choreografien mit Reichtum füllten. Darüber hinaus verzierte sie diese mit den ihr so eigenen fließenden Bewegungen. Es gab keine Kanten in Rosarios Tanz, es war alles Harmonie.“

## Deutschsprachige Literatur
- Kersten Knipp: Flamenco. Suhrkamp, Frankfurt am Main 2006, ISBN 3-518-45824-8, S. 190–192.